# Natação nos Jogos Pan-Americanos de 2011 - 100 m costas masculino
As competições dos 100 metros costas masculino da natação nos Jogos Pan-Americanos de 2011 foram realizadas no dia 17 de outubro no Centro Aquático Scotiabank, em Guadalajara.

## Medalhistas
| Ouro   | BRA Thiago Pereira  |
| Prata  | USA Eugene Godsoe   |
| Bronze | BRA Guilherme Guido |

## Recordes
Antes desta competição, os recordes mundiais e olímpicos da prova eram os seguintes:
| Tipo                             | Atleta            | Tempo | Local          | Data                | Ref |
| -------------------------------- | ----------------- | ----- | -------------- | ------------------- | --- |
|                                  | USA Aaron Peirsol | 51s94 | Indianápolis   | 8 de julho de 2009  | ver |
| Recorde dos Jogos Pan-Americanos | USA Randall Bal   | 53s66 | Rio de Janeiro | 18 de julho de 2007 | ver |

## Resultados

### Eliminatórias
| Pos. | Bateria | Raia | Nadador          | País               | Tempo | Obs. |
| ---- | ------- | ---- | ---------------- | ------------------ | ----- | ---- |
| 1    | 2       | 4    | Eugene Godsoe    | USA Estados Unidos | 55.04 | QA   |
| 2    | 2       | 5    | Thiago Pereira   | BRA Brasil         | 55.50 | QA   |
| 3    | 1       | 4    | David Russell    | USA Estados Unidos | 55.57 | QA   |
| 4    | 1       | 5    | Guilherme Guido  | BRA Brasil         | 55.71 | QA   |
| 5    | 1       | 3    | Federico Grabich | ARG Argentina      | 56.00 | QA   |
| 6    | 2       | 6    | Pedro Medel      | CUB Cuba           | 56.71 | QA   |
| 7    | 2       | 3    | Omar Pinzón      | COL Colômbia       | 56.82 | QA   |
| 8    | 1       | 6    | Luis Rojas       | VEN Venezuela      | 57.61 | QA   |
| 9    | 1       | 2    | Charles Hockin   | PAR Paraguai       | 57.65 | QB   |
| 10   | 2       | 7    | Miguel Robles    | MEX México         | 57.93 | QB   |
| 11   | 2       | 2    | Anival Rodríguez | MEX México         | 59.29 | QB   |

### Final B
| Pos. | Raia | Nadador          | País       | Tempo | Obs. |
| ---- | ---- | ---------------- | ---------- | ----- | ---- |
| 1    | 4    | Miguel Robles    | MEX México | 58.29 |      |
| 2    | 5    | Anival Rodríguez | MEX México | 59.11 |      |

### Final A
| Pos.              | Raia | Nadador          | País               | Tempo | Obs. |
| ----------------- | ---- | ---------------- | ------------------ | ----- | ---- |
| Medalha de ouro   | 5    | Thiago Pereira   | BRA Brasil         | 54.56 |      |
| Medalha de prata  | 4    | Eugene Godsoe    | USA Estados Unidos | 54.61 |      |
| Medalha de bronze | 6    | Guilherme Guido  | BRA Brasil         | 54.81 |      |
| 4                 | 3    | David Russell    | USA Estados Unidos | 54.87 |      |
| 5                 | 2    | Federico Grabich | ARG Argentina      | 55.22 |      |
| 6                 | 7    | Pedro Medel      | CUB Cuba           | 56.16 |      |
| 7                 | 1    | Luis Rojas       | VEN Venezuela      | 57.54 |      |
| 8                 | 8    | Charles Hockin   | PAR Paraguai       | 57.63 |      |

Legenda
| Recorde mundial                  | Recorde mundial (World record)               |                       | Recorde africano                      | Recorde africano (African) |                                           | Q | Classificado por posição (Qualified) |
| Recorde dos Jogos Pan-Americanos | Recorde pan-americano (Pan-American record)  | Recorde da América    | Recorde da América (Americas)         | q                          | Classificado por melhor tempo (Qualified) |   |                                      |
| Melhor marca do ano              | Melhor marca do ano (World leading)          | Recorde asiático      | Recorde asiático (Asian)              | DNS                        | Não largou (Did not start)                |   |                                      |
| Recorde nacional                 | Recorde nacional (National record)           | Recorde europeu       | Recorde europeu (European)            | DNF                        | Não terminou (Did not finish)             |   |                                      |
| Recorde pessoal                  | Recorde pessoal do atleta (Personal best)    | Recorde da Oceania    | Recorde da Oceania (Oceania)          | DSQ / DQ                   | Desclassificado (Disqualified)            |   |                                      |
| Recorde da temporada             | Recorde da temporada do atleta (Season best) | Recorde sul-americano | Recorde sul-americano (South America) | NM                         | Sem marca (No mark)                       |   |                                      |